# Masyanya
Masyanya (en russe : Масяня) est une série de dessins animés russe diffusée depuis 2001. La série dépeint les aventures de l'espiègle Masyanya, une petite fille. La série est populaire en Russie et son compte YoutTube compte plus d'un million d'abonnés en 2022 .Bien que sarcastique et humoristique, la série ne traite jamais de sujets ouvertement politiques, sauf en mars 2022, où un épisode attaque frontalement la politique du président de la Russie, Vladimir Poutine, pour la guerre en Ukraine qu'il a provoquée. Roskomnadzor exige la suppression de l'épisode.